# Roberto Bellarosa
Roberto Bellarosa (Wanze, 1994. augusztus 23. –) egy olasz–belgiumi–vallon énekes. Ő képviselte Belgiumot a 2013-as Eurovíziós Dalfesztiválon a Love Kills című dalával.

## Biográfia
2011-ben részt vett a The Voice of Belgique elnevezésű tehetségkutató versenyen, melynek végül győztese lett.
2012. december 16-án a belga nemzeti válogatón három dala közül a rádióhallgatók a Love Kills-et találták a legmegfelelőbbnek a 2013-as Eurovíziós Dalfesztiválon való szereplésre. Versenydalát először május 14-én, az első elődöntőben énekelte el. A zsűri és a telefonos szavazatok alapján bejutott a fesztivál döntőjébe.

## Diszkográfia

### Albumok
- 2012: Ma voie

### Kislemezek
- 2012: Jealous Guy
- 2012: Je Crois
- 2012: Apprends-Moi
- 2013: Love Kills